# Çeşme
Çesme ó Çeşme ([ˈtʃeʃme] antiguamente Česhme) es un distrito y una ciudad en la provincia de Esmirna, Turquía, que comprende parte de la península de Karaburun (Urla), localizada ante la isla griega de Quios y a 85 km al oeste de la ciudad de Esmirna. El distrito tiene 217 km² y 43.489 habitantes y la ciudad unos 27.000 (2018).

## La ciudad
Es un centro turístico. Destaca la cercana estación termal de Ilıca (Ilidja) o Şifne; otros lugares destacados son Altunyunus y Tursite mientras Çeşmealtı está en el distrito vecino de Urla; las playas más famosas de la costa son Çiftlikköy (Çatalazmak), Dalyanköy, Reisdere, Küçükliman, Panşalimanı, Ayayorgi, Kocakarı, Kum, Mavi y Pırlanta.
En la ciudad destaca el castillo o ciudadela, originalmente un fortín genovés. El sultán otomano Solimán el Magnífico construyó allí una base naval en 1528. La gran iglesia griega, Ayios Haralambos, data del siglo XIX.

## Nombre
Fue la antigua "Kysos" (latino "Kysus") y se cree que dependía de Eritrea (moderna Ildır). Su nombre turco actual quiere decir "fuente". Los otomanos fundaron la ciudad a unos 2 km al sur con el nombre de Çeşmeköy y después se unió con otro núcleo de población cercano. Los griegos la llamaban Κρήνη (Kríni o Krēnē).

## Historia

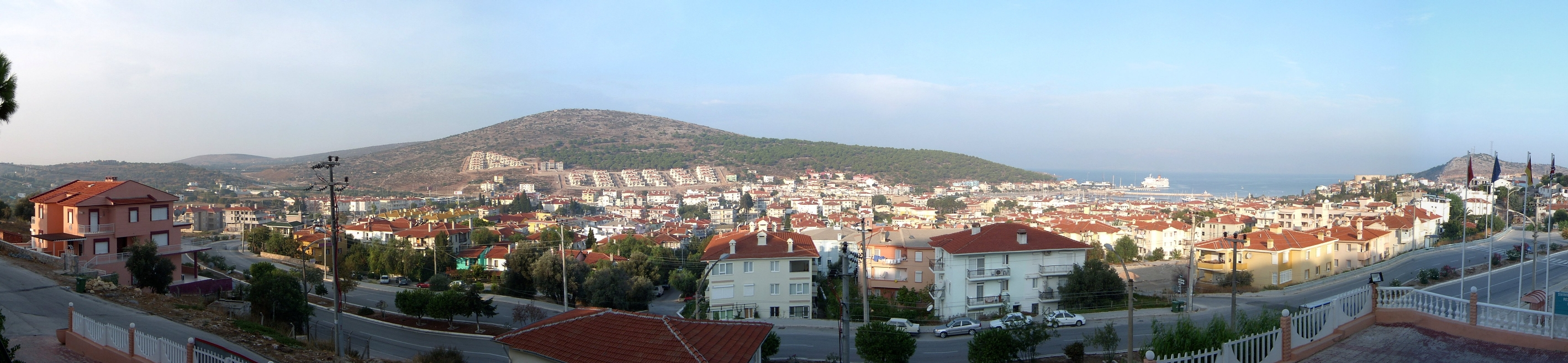
Panorámica de Çeşme

En el siglo XIV formaba parte del Beylicato de Aydın y más tarde formó parte del sanjacado de Aydın. Pasó a los otomanos con Bayezid II. La ciudadela y la mezquita de Bayezid están datadas en 1508. En la Batalla de Chesma, la ciudad fue atacada en 1770 por la flota rusa dirigida por Grigori Spirídov, Alexéi Orlov y John Elphinston que había venido para ayudar a los griegos sublevados. Los rusos obtuvieron la victoria y la flota otomana fue destruida totalmente. Esta victoria llevaría a la Paz de Küçük Kaynarca de 1774.